# Масуд Газневи
Масуд I ибн Махмуд (перс. مسعود غزنوی‎), известный как Амир-и Шахид (перс. امیر شهید‎; «царь-мученик») (998 — 17 января 1040) — султан государства Газневидов с 1030 по 1040 год. Он пришел к власти, отняв трон у своего младшего брата Мухаммада, который был назначен наследником после смерти их отца Махмуда Газневи. Его брат-близнец вскоре был ослеплен и заключен в тюрьму. Однако, когда большая часть западных владений Масуда была вырвана из-под его контроля, его войска восстали против него и восстановили Мухаммада ибн Махмуда на троне.

## Ранняя жизнь

### Кампании
Масуд родился вместе со своим младшим братом-близнецом Мухаммадом в 998 году в столице Газневидов Газни. В 1015 году Масуд был назначен наследником империи Газневидов его отцом, а также был назначен губернатором Герата. Пять лет спустя он возглавил экспедицию в Гур, который все еще был языческим анклавом. Позднее Масуд участвовал в походах своего отца в Джибале, где им удалось аннексировать буидский эмират Рей, находившийся тогда под властью Маджд аль-Даула.
После того, как отец Масуда покинул регион, Масуд возглавил операции Газневидов в западном Иране; он продолжил свои кампании дальше на запад, где ему удалось победить правителя Какуидов Мухаммада ибн Рустама Душманзияра, который заключил договор, в котором он согласился признать власть Газневидов.
Однако Мухаммад ибн Рустам Душманзияр продолжал нарушать договор и в 1030 году вырвал Рей у Газневидов. В этот же период Махмуд из-за своих плохих отношений с Масудом изменил свое мнение и назначил своим наследником Мухаммада, который был гораздо менее опытен в правительственных и военных делах, чем Масуд. Махмуд Газневи вскоре умер, и его сменил Мухаммад, младший брат Масуда.

### Борьба за трон

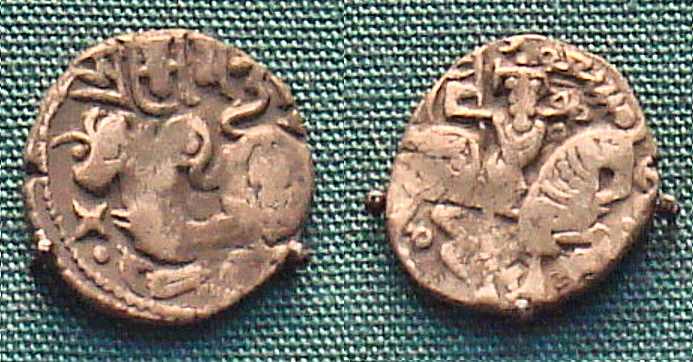
Монеты Масуда Газневи

Однако его дядя Юсуф ибн Сабуктигин и армия Газневидов, включая выдающихся офицеров, таких как Али Дайя, были в пользу Масуда, чьи военные кампании принесли ему большую репутацию. К Масуду присоединился также его бывший помощник Абу Сахль Завзани, который, по словам историка Юсофи, «стал своего рода визирем и поднялся в престиже и влиянии. Его также стали бояться, так как он проявлял свою склонность к мстительности, злобе и интригам».
Тем не менее, чтобы еще больше укрепить свою армию, Масуд набрал группу туркмен, которую возглавили их вожди Ягмур, Кизил, Богха и Гокташ.

## Правление

### Консолидация империи и война с караханидами

Карта Хорасана, Мавераннахра и Тохаристана

Затем Масуд ибн Махмуд двинулся на Газни, где разбил своего брата и заключил его в тюрьму, а сам короновался как новый султан империи Газневидов. Вскоре Масуд освободил из тюрьмы опального государственного деятеля Ахмада Майманди и назначил его своим визирем. Он также назначил Али Дайю главнокомандующим армией Хорасана, в то время как другой генерал по имени Ахмад Иналтигин был назначен главнокомандующим армией в Индии.
Хотя Масуд был крупным военачальником, он пренебрегал советами своих офицеров, что впоследствии привело к катастрофическим событиям во время его правления. Он также подозревал в предательстве большинство офицеров своего отца и даже посадил в тюрьму своего собственного дядю Юсуфа и могущественного государственного деятеля Али ибн Иль-Арслана. В 1032 году Ахмад Майманди умер, и на посту визиря Масуда его сменил Ахмад Ширази. Некоторое время спустя наместник Масуда и фактический правитель Хорезма Алтун Таш был послан вторгнуться во владения правителя Караханидов Али Тигин Бугра-хана, но был убит в Дабусии, городе недалеко от Самарканда. Затем ему наследовал его сын Гарун.

### Война в западном Иране и столкновение с тюркскими кочевниками
В 1033 году Масуд захватил крепость Сарсут и вскоре вторгся в Керман, находившийся тогда под властью буидского правителя Абу Калиджара. Масуду вскоре удалось завоевать этот регион, однако жители Кермана, предпочитавшие правление Буидов, сплотились вокруг Абу Калиджара, и под его руководством визирь Бахрам ибн Мафинна вновь завоевал Керман. В тот же период Ахмад Иналтигин восстал и разбил армию, посланную Масудом, который вскоре послал другую армию под командованием индийского государственного деятеля по имени Тилак, которому удалось разгромить Ахмада Иналтигина, который утонул, когда пытался бежать из Тилака. В 1033 году Масуд женился на дочери родственника Зияридов Ануширвана Шарафа Аль-Маали Абу Калиджара, который был настоящим правителем государства Зияридов. В том же году, чтобы сохранить контроль над своим ненадежным вассалом какуидским правителем Мухаммадом, Масуд I назначил Абу Сахля Хамдуви губернатором Джибала.
В 1034 году Гарун провозгласил независимость от Газневидов и вступил в союз с правителем Караханидов Али Тигином. Масуд, однако, сумел убить Гаруна, и вскоре сам Али Тигин умер. Гаруна сменил его брат Исмаил Хандан, который продолжал поддерживать союз с Караханидами. Тем временем турки-сельджуки под предводительством Тогрула попросили у Масуда убежища. Масуд, однако, считал тюркских кочевников опасной угрозой и послал армию под командованием Бегтогди, который был недавно назначен главнокомандующим в Хорасане. Вскоре армия была разбита сельджуками, которые вынудили Масуда уступить Насу, Фараву и Дихистан в обмен на признание сельджуками власти Газневидов. В 1034 году Масуд повел армию в Амуль, чтобы собрать дань, разграбил Амуль за четыре дня, а затем сжег его дотла.
В 1035 году Масуд I предпринял еще одно вторжение в Западный Иран, где разбил восставшего против него Абу Калиджара. Затем Масуд двинулся к Джибалу, где вновь нанес поражение какуидскому правителю Мухаммеду, бежавшему к Буидам Ахваза, а затем в северо-западный Иран, где собрал армию из туркмен. В 1037/1038 году, когда Масуд находился в походе в Индии, Мухаммад во главе туркменской армии вновь занял Рей у Газневидов. Тем временем другой правитель Караханидов по имени Буритигин вторгся на территорию Газневидов и разграбил Хуттал и Вахш. Он также сумел завоевать Чаганиан и отбить местную династию Мухтаджидов из этого региона. Более того, сельджуки начали постепенно покорять города Хорасана, а когда они захватили Нишапур, Тугрил провозгласил себя правителем Хорасана. Масуд, вернувшись в Хорасан, попытался вновь завоевать Чаганиан, но потерпел поражение от Беригина.

### Война с сельджуками и падение

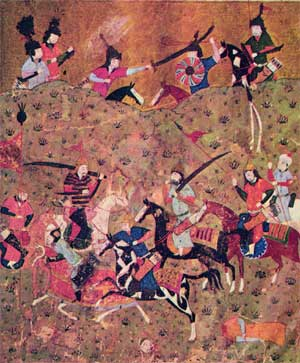
Битва при Данданакане

Однако он изгнал сельджуков из Герата и Нишапура. Вскоре он двинулся к Мерву, чтобы полностью устранить Сельджукскую угрозу со стороны Хорасана. Его армия насчитывала 50 000 человек и 60 или 12 боевых слонов. Его сопровождали его визирь Ахмад Ширази, его главный секретарь Абу Сахль Завзани, его генералы Али Дайя, Бегтогди и Субаши, а также Абд аль-Раззак Майманди, сын Ахмада Майманди.
Вскоре под Мервом произошло сражение, известное как битва при Данданакане (23-25 мая 1040 года), где армия Масуда была разбита гораздо меньшей армией под командованием Тогрула, его брата Чагры-Бека и какуидского принца Фарамурза. Таким образом, Масуд навсегда потерял контроль над всем западным Хорасаном. Хотя Масуду удалось сохранить свою столицу Газни, он предпочел покинуть город и основать столицу в Индии Масуд, обвинявший Али Дайю и других военачальников в катастрофическом поражении Газневидов под Мервом, посадил их в тюрьму в Индии. Однако армия Масуда, которая всегда высоко ценила его, восстала против него, и его брат Мухаммад ибн Махмуд был восстановлен на троне.

## Смерть и последствия
Затем Мухаммад заключил Масуда в тюрьму в Гири, где тот был убит либо по приказу своего брата Мухаммада ибн Махмуда, либо по приказу сына Мухаммада Ахмеда. У Масуда был сын по имени Маудуд Газнави, который позже отомстил за своего отца, убив Мухаммада, а затем короновал себя как нового правителя империи Газнавидов. У него также были другие сыновья по имени Саид, Изад-Яр, Мардан-Шах, Мадждуд, Ибрагим, Али и Фаррух-зад. Последние три сына также сумели впоследствии стать правителями империи Газневидов в разные периоды.